# 네이선 미어볼드

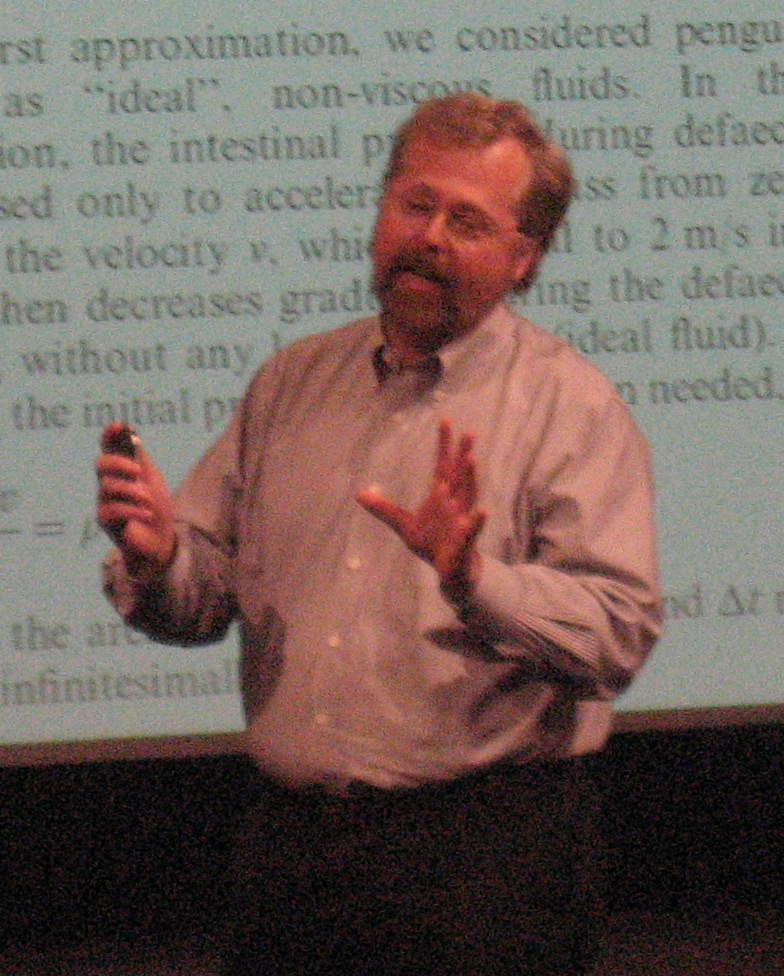

네이선 폴 미어볼드(Nathan Paul Myhrvold, (1959년 8월 3일 ~ )는 Microsoft의 전 최고 기술 책임자이며 Intellectual Ventures의 공동 창립자이자 Modernist Cuisine 및 후속 책의 주요 저자다. 미어볼드는 Microsoft의 17 미국 특허에 대한 공동 발명가로 등재되었으며 그의 회사 및 계열사에 발급된 900개 이상의 다른 미국 특허에 대한 공동 발명가다.
미어볼드는 1959년 8월 3일 워싱턴주 시애틀에서 태어났다. 그는 캘리포니아 샌타모니카에서 자랐으며 미르만 학교와 산타모니카 고등학교를 다녔으며 1974년에 졸업하고 14세에 대학에 입학했다.  Santa Monica College에서 편입하여 UCLA에서 수학 (B.Sc.), 지구물리학 및 우주물리학 (석사)을 공부했다. 그는 대학원 연구로 Hertz Foundation Fellowship을 받았고 프린스턴 대학교에서 수학했다. 그곳에서 수리경제학 석사 학위를 취득하고 Ph.D.를 마쳤다. Malcolm Perry의 감독 하에 "곡선 시공간 양자장 이론의 전망"이라는 제목의 박사 학위 논문을 마친 후 응용 수학에서. 1년 동안 그는 스티븐 호킹 밑에서 일하면서 케임브리지 대학교에서 박사후 연구원으로 있었다.
미어볼드는 캠브리지를 떠나 캘리포니아 오클랜드에서 컴퓨터 신생 기업을 공동 설립했다. 회사, Dynamical Systems Research Inc. (DSR)은 DOS용 IBM의 TopView 멀티태스킹 환경의 복제본인 Mondrian을 생산하려고 했다. 미어볼드는 DSR의 사장을 역임했다. 마이크로소프트는 1986년 DSR을 주식 150만 달러에 인수했다. 미어볼드는 13년 동안 Microsoft에서 다양한 임원직을 역임했으며 1996년 회사의 첫 번째 CTO로 임명되었다. 그는 1991년 Microsoft에서 Microsoft Research를 설립했다.
Microsoft 이후 2000년 미어볼드는 Intellectual Ventures를 공동 설립했다. 30,000개 이상의 특허를 획득한 기술 및 에너지 분야의 특허 포트폴리오 개발자이자 중개업체이다. Intellectual Ventures는 발명 및 특허 시장에 참여하여 향후 특허가 더 가치가 있을 것이라는 가정 하에 기업 및 발명가로부터 특허를 구매한다. IV는 또한 현장 발명가 팀의 작업을 통해 특허를 제출한다. Kymeta, Echodyne, 및 TerraPower를 포함하여 IV에서 분사된 신생 기업은 IV의 발명품에서 상용 제품을 개발했다. 미어볼드가 Bill Gates와 공동으로 설립한 Global Good 부서를 통해 IV는 또한 아프리카와 아시아의 저소득 시장을 겨냥한 개선된 백신 냉각기 및 착유 캔과 같은 상용 제품을 발명하고 생산했다. 그러나 대부분의 경우 IV의 발명은 라이센스를 위해 포트폴리오에 번들로 제공되는 특허에 제공된 설명으로 제한된다.
미어볼드는 Intellectual Ventures에 대한 자신의 목표가 특허 기반 증권 시장을 만드는 데 도움이 되는 것이라고 설명했다. 그러나 회사의 비즈니스 관행은 논란을 불러일으켰고 일부에서는 회사를 특허 괴물이라고 비난했다. 미어볼드는 지적 재산의 시장 역할을 함으로써 혁신을 촉진한다고 주장하면서 회사의 관행을 공개적으로 변호했다.